# Sinagoga de Sarajevo
La Sinagoga de Sarajevo (en bosnià: Sinagoga u Sarajevu) és una sinagoga que es troba en la ciutat de Sarajevo, a Bòsnia i Hercegovina. La sinagoga va ser construïda el 1902, i és l'únic temple jueu actiu de la ciutat. Sarajevo és considerada com una de les ciutats més importants dels Balcans, la seva història és particularment rica des de la seva creació pels otomans en 1461. La ciutat va ser el lloc on varen assassinar l'arxiduc Francesc Ferran d'Àustria, fet que va marcar el començament de la Primera Guerra Mundial. Sarajevo va acollir els Jocs Olímpics d'Hivern de 1984. La ciutat va ser assetjada durant la Guerra de Bòsnia, fet que va tenir lloc durant els anys 90 del segle xx. La ciutat forma part del cantó de Sarajevo, un dels deu cantons de la Federació de Bòsnia i Hercegovina.